# مسجد خانقاه
مسجد خانقاه، مسجدی واقع در شهر تاریخی مرغیلان در ولایت فرغانه ازبکستان است.